# Loki (sezon 2)
Drugi sezon amerykańskiego serialu Loki z 2023 roku na podstawie komiksów o postaci o tym samym imieniu wydawnictwa Marvel Comics opowiada dalszą historię tytułowego bohatera, który współpracuje z Mobiusem M. Mobiusem, Łowcą B-15 i innymi członkami organizacji o nazwie Agencja Ochrony Chronostruktury, aby odnaleźć Sylvie, Ravonnę Renslayer i Panne Minutkę w multiwersum.
Głównym scenarzystą sezonu był Eric Martin, który zastąpił w tej roli twórcę serialu Michaela Waldrona. Reżyserią zajęli się Justin Benson, Aaron Moorhead, Dan DeLeeuw i Kasra Farahani. Tytułową rolę zagrał Tom Hiddleston, a obok niego w głównych rolach wystąpili: Sophia Di Martino, Gugu Mbatha-Raw, Wunmi Mosaku, Eugene Cordero, Rafael Casal, Tara Strong, Neil Ellice, Kate Dickie, Liz Carr, Jonathan Majors, Ke Huy Quan, Owen Wilson i Richard Dixon.
Drugi sezon Lokiego jest częścią franczyzy franczyzy Filmowego Uniwersum Marvela; należy do V Fazy tego uniwersum i stanowi część jej drugiego rozdziału zatytułowanego Saga Multiwersum. Zadebiutował on 5 października 2023 roku w Stanach Zjednoczonych w serwisie Disney+. W Polsce pojawił się dzień później, 6 października. Drugi sezon Lokiego otrzymał pozytywne oceny od krytyków.

## Obsada

### Główna
- Tom Hiddleston jako Loki, adoptowany brat Thora. Ta wersja Lokiego stworzyła nową linię czasową w 2012 roku w filmie Avengers: Koniec gry[3].
- Sophia Di Martino jako Sylvie, żeński wariant Lokiego[4].
- Gugu Mbatha-Raw jako Ravonna Renslayer, sędzia Agencji Ochrony Chronostruktury (AOC)[5].
- Wunmi Mosaku(inne języki) jako Łowca B-15 / Willis, wysoka rangą łowczyni AOC[6]. Zanim została uprowadzona przez agencję była lekarzem pediatrą, dr Willis[7].
- Eugene Cordero(inne języki) jako Casey / Frank Morris, pracownik biurowy AOC.[8]. Zanim został uprowadzony przez agencję był słynnym złodziejem, Frankiem Morrisem[7].
- Rafael Casal(inne języki) jako Łowca X-5 / Brad Wolfe, łowca AOC, który przyjął tożsamość sławnego aktora, Brada Wolfiego na głównej linii czasowej[9][10][11][12].
- Tara Strong jako Panna Minutka, kreskówkowa maskotka AOC jako antropomorficzny zegarek[13].
- Neil Ellice jako Łowca D-90, łowca AOC[14].
- Kate Dickie jako Dox, generał AOC[15][16].
- Liz Carr(inne języki) jako Gamble, sędzia AOC[14][16].
- Jonathan Majors jako Victor Timely i Ten, Który Trwa, warianty Nathaniela Richardsa[17][16]. Nasri Thompson zagrał Victora jako dziecko[18].
- Ke Huy Quan jako Uroboros „Ubi” / A.D. Doug, agent AOC odpowiedzialny za technologię i naprawy[19][20][21]. Zanim został uprowadzony przez agencję był niespełnionym pisarzem fantastyki naukowej oraz wykładowcą na Caltechu, A.D. Dougiem[7].
- Owen Wilson jako Mobius M. Mobius / Don, agent AOC, który monitoruje linie czasowe i multiwersum[22]. Zanim został uprowadzony przez agencję był sprzedawcą skuterów wodnych o imieniu Don i samotnym ojcem dwóch synów, Kevina i Seana[7].
- Richard Dixon(inne języki) jaki Robber Baron, biznesmen, który robi interesy z Victorem Timely’em[23].

### Gościnna
- Jack Cunningham-Nuttall(inne języki) jako Jack, menadżer w McDonald’s[24].

Reżyserzy serialu, Justin Benson i Aaron Moorhead pojawili się w roli cameo jako bracia John i Clarence Anglin, współwięźniowie Franka Morrisa w Alcatraz.

## Emisja
Drugi sezon serialu Loki, składający się z 6 odcinków, zadebiutował 5 października 2023 roku w Stanach Zjednoczonych serwisie Disney+. W Polsce pojawił się dzień później, 6 października.

## Lista odcinków
| №  | Nr | Tytuł            | Tytuł polski    | Reżyseria                    | Scenariusz                               | Premiera (Disney+)   | Premiera w Polsce (Disney+) |
| -- | -- | ---------------- | --------------- | ---------------------------- | ---------------------------------------- | -------------------- | --------------------------- |
| 7  | 1  | Ouroboros        | Uroboros        | Justin Benson Aaron Moorhead | Eric Martin                              | 5 października 2023  | 6 października 2023         |
| 8  | 2  | Breaking Brad    | Bradakadabra    | Dan DeLeeuw                  | Eric Martin                              | 12 października 2023 | 13 października 2023        |
| 9  | 3  | 1893             | Rok 1893        | Kasra Farahani               | Eric Martin Kasra Farahani Jason O’Leary | 19 października 2023 | 20 października 2023        |
| 10 | 4  | Heart of the TVA | Serce Agencji   | Justin Benson Aaron Moorhead | Eric Martin Katharyn Blair               | 26 października 2023 | 27 października 2023        |
| 11 | 5  | Science/Fiction  | Science/Fiction | Justin Benson Aaron Moorhead | Eric Martin                              | 2 listopada 2023     | 3 listopada 2023            |
| 12 | 6  | Glorious Purpose | Doniosła misja  | Justin Benson Aaron Moorhead | Eric Martin Katharyn Blair               | 9 listopada 2023     | 10 listopada 2023           |

## Produkcja

### Rozwój projektu
Prace nad drugim sezonem serialu rozpoczęto w listopadzie 2020 roku. W styczniu 2021 roku Michael Waldron, który pracował jako główny scenarzysta przy pierwszym sezonie, podpisał kontrakt z The Walt Disney Company, który obejmował również jego pracę przy drugim sezonie. W lipcu 2021 roku drugi sezon został oficjalnie zapowiedziany. Wtedy też Kate Herron, reżyserka pierwszego sezonu, wyjawiła, że nie będzie zaangażowana w pracę nad drugim sezonem. W tym samym miesiącu Waldron poinformował, że nie wie, czy będzie pracował nad drugim sezonem i jaka będzie jego rola pry tym projekcie. 
W lutym 2022 roku Justin Benson i Aaron Moorhead zostali zatrudnieni do wyreżyserowania większości odcinków drugiego sezonu. Natomiast stanowisko Waldrona jako głównego scenarzysty objął Eric Martin, który był w zespole scenarzystów pierwszego sezonu. Poinformowano wtedy, że Waldron i Tom Hiddleston powrócą jako producenci wykonawczy. W lipcu 2022 roku poinformowano, że drugi sezon zadebiutuje w 2023 roku oraz że będzie on należał do V Fazy. Martin został również jednym z producentów wykonawczych. Drugi sezon Lokiego należy do V Fazy Filmowego Uniwersum Marvela i stanowi część jej drugiego rozdziału zatytułowanego Saga Multiwersum.
Pod koniec lipca 2023 roku poinformowano, że Dan DeLeeuw i Kasra Farahani wyreżyserowali również odcinki sezonu oraz że do grona producentów wykonawczych dołączyli Benson, Moorhead, Stephen Broussard, Brad Winderbaum i Kevin R.Wright.

### Scenariusz
W maju 2022 roku Michael Waldron wyjawił, że drugi sezon rozpocznie się w momencie zakończenia pierwszego. Tom Hiddleston ujawnił, że Loki nadal będzie współpracował z Agencją Ochrony Chronostruktury i Mobiusem M. Mobiusem, z tymże Mobius nie będzie go pamiętał. Nad scenariuszem do poszczególnych odcinków sezonu pracowali Eric Martin, Katharyn Blair, Kasra Farahani i Jason O’Leary.

### Casting
W lipcu 2021 roku potwierdzono, że Tom Hiddleston powróci jako Loki. W lutym 2022 roku Gugu Mbatha-Raw poinformowała, że ponownie wcieli się w Ravonnę Renslayer oraz wyjawiono, że Owen Wilson powróci jako Mobius M. Mobius. W maju Kevin Feige potwierdził, że powróci cała obsada z pierwszego sezonu. Wyjawiono później, że będą to: Sophia Di Martino jako Sylvie, Wunmi Mosaku jako Łowca B-15, Eugene Cordero jako Casey i Tara Strong jako Panna Minutka. 
W lipcu Rafael Casal dołączył do obsady, a we wrześniu poinformowano, że Ke Huy Quan zagra w serialu. W grudniu do obsady dołączyła Kate Dickie. W lutym 2023 roku potwierdzono, że Jonathan Majors powróci jako Victor Timely, jeden z wariantów Nathaniela Richardsa, po tym jak pojawił się w tej roli w scenie po napisach w filmie Ant-Man i Osa: Kwantomania (2023). Pod koniec lipca ujawniono, że Neil Ellice ponownie zagra Łowcę D-90 i że w sezonie wystąpi Liz Carr.

### Zdjęcia i postprodukcja
Zdjęcia do drugiego sezonu rozpoczęły się 13 czerwca 2022 roku w Pinewood Studios w Wielkiej Brytanii pod roboczym tytułem Architect. W lipcu zrealizowano zdjęcia w Londynie oraz w Chatham Historic Dockyard w hrabstwie Kent. Prace na planie zakończono w październiku tego samego roku. Za zdjęcia odpowiadali Isaac Bauman i Oliver Loncraine. Scenografią zajęła się Kasra Farahani, a kostiumy zaprojektowała Christine Wada.
Montażem zajęli się: Calum Ross, Emma McCleave i Paul Zucker.

## Muzyka
W lipcu 2022 roku poinformowano, że Natalie Holt, która pracowała przy pierwszym sezonie, skomponuje również muzykę do drugiego.

## Promocja
30 lipca 2023 roku zaprezentowano pierwszy zwiastun sezonu, który został obejrzany 80 milionów razy w ciągu pierwszych 24 godzin.

## Odbiór

### Krytyka w mediach
Drugi sezon serialu spotkał się z pozytywną reakcją krytyków. W serwisie Rotten Tomatoes 83% ze 127 recenzji uznano za pozytywne, a średnia ocen wystawionych na ich podstawie wyniosła 7,4/10. Na portalu Metacritic średnia ważona ocen z 23 recenzji wyniosła 65 punktów na 100.

### Nagrody i nominacje
| Rok  | Ceremonia                                  | Kategoria | Nominowani | Rezultat  | Przypis |
| ---- | ------------------------------------------ | --- | --- | --------- | ------- |
| 2023 | Hollywood Music in Media Awards            | Najlepsza ścieżka dźwiękowa w serialu telewizyjnym lub limitowanym                                             | Natalie Holt | Nominacja | [ 58 ]  |
| 2024 | Critics’ Choice Television Awards          | Najlepszy serial dramatyczny                                                                                   | Loki | Nominacja | [ 59 ]  |
| 2024 | Critics’ Choice Television Awards          | Najlepszy aktor w serialu dramatycznym                                                                         | Tom Hiddleston | Nominacja | [ 59 ]  |
| 2024 | Critics’ Choice Television Awards          | Najlepszy aktor drugoplanowy w serialu dramatycznym                                                            | Ke Huy Quan | Nominacja | [ 59 ]  |
| 2024 | Critics’ Choice Television Awards          | Najlepszy aktorka drugoplanowa w serialu dramatycznym                                                          | Sophia Di Martino | Nominacja | [ 59 ]  |
| 2024 | People’s Choice Awards                     | Ulubiony serial fantastycznonaukowy / fantasy                                                                  | Loki | Wygrana   | [ 60 ]  |
| 2024 | People’s Choice Awards                     | Ulubiony aktor telewizyjny                                                                                     | Tom Hiddleston | Nominacja | [ 61 ]  |
| 2024 | Nagrody Amerykańskiej Gildii Kostiumologów | Najlepsze kostiumy w serialu fantastycznonaukowym / fantasy                                                    | Christine Wada (za odcinek „Rok 1893”) | Nominacja | [ 62 ]  |
| 2024 | Nagrody Amerykańskiej Gildii Kostiumologów | Najlepsza ilustracje kostiumów                                                                                 | Felipe Sanchez (za odcinek „Rok 1893”) | Nominacja | [ 62 ]  |
| 2024 | Golden Reel Awards                         | Najlepszy montaż dźwięku w długim programie telewizyjnym – efekty i imitacje dźwiękowe                         | Bjorn Ole Schroeder, David Chrastka, Andre Zweers, Malcolm Fife, Jamey Scott, Alyssa Nevarez, Dawit Zemene, Sandra Fox (za odcinek „Doniosła misja”) | Nominacja | [ 63 ]  |
| 2024 | Golden Reel Awards                         | Najlepszy montaż dźwięku w odcinku serialu                                                                     | Anele Onyekwere, Nashia Wachsman, Richard Armstrong, Ed Hamilton                                                                                     | Nominacja | [ 63 ]  |
| 2024 | Nagrody Amerykańskiej Gildii Scenografów   | Najlepsza scenografia w godzinnym odcinku serialu kostiumowego lub fantasy kręconego przy użyciu jednej kamery | Kasra Farahani (za odcinek „Uroboros”) | Nominacja | [ 64 ]  |
| 2024 | VES Awards                                 | Najlepsze efekty specjalne w fotorealistycznym odcinku serialu                                                 | Christopher Townsend, Allison Paul, Matthew Twyford, Chris Smallfield, John Van Der Pool (za odcinek „Doniosła misja”)                               | Nominacja | [ 65 ]  |
| 2024 | VES Awards                                 | Najlepsze symulacje efektów w odcinku serialu lub reklamie                                                     | Rafael Rey Camacho, Jonathan Lyddon-Towl, Julien Legay, Benedikt Roettger (za odcinek „Science/Fiction”)                                             | Nominacja | [ 65 ]  |
| 2024 | VES Awards                                 | Najlepsze wykreowane środowisko w odcinku serialu lub reklamie                                                 | Christian Waite, Ben Aickin, Francesco Ferraresi, Pieter Warmington (za odcinek „Rok 1893”)                                                          | Nominacja | [ 65 ]  |